# Comando Conjunto Marítimo
El Comando Conjunto Marítimo (COCM) es un comando conjunto bajo dependencia orgánica del Estado Mayor Conjunto de las Fuerzas Armadas a través del Comando de Operaciones Conjuntas. Su misión es coordinar las operaciones de vigilancia y control de los espacios marítimos (VYCEM) de la Nación.

## Breve reseña
En 2020 fue firmado el Convenio Específico de Articulación entre el Ministerio de Defensa y el Ministerio de Seguridad sobre Materias Afines en Vigilancia de Aguas Jurisdiccionales, promoviendo la complementación entre la Armada y la Prefectura Naval.
Por resolución del Ministerio de Defensa de 2021 la superioridad aprobó la creación del COCM en el ámbito del Estado Mayor Conjunto de las Fuerzas Armadas y con asiento en el Edificio "Libertad", la sede del Estado Mayor General de la Armada. Es el comando conjunto con la conducción de las operaciones de vigilancia y control de los espacios marítimos (VYCEM) de la Nación y con medios de la División Patrullado Marítimo y la Aviación Naval.
Al crearse relevó al Comando de Adiestramiento y Alistamiento de la Armada de las operaciones de vigilancia y control del espacio marítimo asumiendo tal misión a partir de 2022.

## Elementos y medios específicos
- División Patrullado Marítimo (DVPM)
  - Patrullero oceánico ARA Bouchard (P-51)
  - Patrullero oceánico ARA Piedrabuena (P-52)
  - Patrullero oceánico ARA Almirante Storni (P-53)
  - Patrullero oceánico ARA Contraalmirante Cordero (P-54)
- Medios de la Aviación Naval
  - Aeronave Beechcraft King Air
  - Aeronave Grumman S-2T TurboTracker
  - Aeronave Lockheed P-3B/C Orion